# Merquites

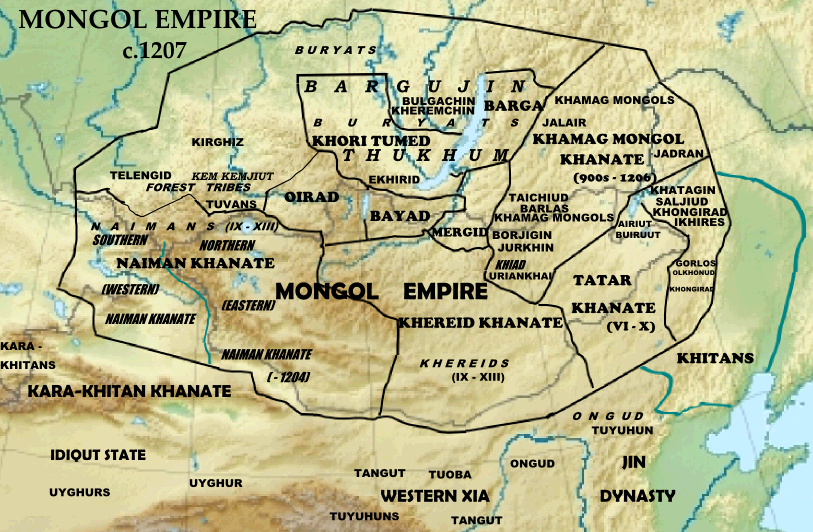
Império Mongol em 1207

Os merquites foram populações de tribos túrquicas ou mongóis[a] com reputação de ferozes na Sibéria durante a Idade Média. Posteriormente foram incorporados aos exércitos mongóis de Temujim (posteriormente Gêngis Cã) na primeira década do século XIII.